# TaleSpin
TaleSpin (Aventureros del aire en Hispanoamérica) es una serie de animación norteamericana producida por Walt Disney Television Animation transmitido en 1990 como parte del bloque "The Disney Afternoon", con personajes adaptados de la película El libro de la selva. El título original "TaleSpin" se deriva de la palabra "tailspin" significando lo rápido, ocasionalmente fatal, y/o descendiente de una aeronave en un espiral. De algún modo se traduce como "Cuentos Aéreos" describiendo una historia de vuelos y aventuras. La serie es una de las tres del bloque "The Disney Afternoon" para usar sus personajes de Disney como los principales, las otras siendo Patoaventuras y Chip 'n Dale: Rescue Rangers.

## Antecedentes de transmisión
Después del avance de The Disney Afternoon que se emitió en Disney Channel en mayo de 1990, la serie empezó a transmitir en redifusión televisiva en septiembre del mismo año. El concepto original se inició en la película animada de televisión "Plunder and Lightning", fue nominado a los Premios Emmy como el mejor programa animado en 1991 y después fue editado y dividido en cuatro partes para la retransmisión. La película se llamaba "Los Grandes Aventureros" en la versión latinoamericana. El show fue visto ocasionalmente ya sea por sí misma como un programa de media hora, o como parte del bloque de dos horas The Disney Afternoon. TaleSpin no fue cancelado ya que cumplió su ciclo de 65 episodios, es la regla que aplica a las series animadas de disney. Aun así, continuaron transmitiendo en The Disney Afternoon hasta septiembre de 1994. Después, se transmitió en Disney Channel y luego en Toon Disney, donde fue por primera vez transmitido en abril de 1998 hasta enero de 2006, y luego de enero de 2007 hasta mayo de 2008.
Varios de los personajes fueron basados de la película animada de Disney El Libro de la selva: en particular Baloo, el piloto héroe de la serie; Louie, el dueño del bar favorito de Baloo; y Shere Khan, un magnate de negocios que aparece en varios episodios. Aunque Bagheera y Kaa no aparecen en la serie, algunos de los panteras soldados de Shere Khan se parecen a Bagheera, y el villano Thadeos E. Klang lleva algún parecido a Kaa. Kit Nubarrón parece ser el sustituto de Mowgli de El Libro de la Selva, desde que Baloo y Kit se llaman entre sí por sus apodos de cariño, por ejemplo a Kit le llama "Pequeño cachorro" y a Baloo como "Papá-oso". A pesar de su verosimilitud fuerte y la reutilización de varios personajes de la película, nunca fue hecho para ser un "spin-off" o una parodia del Libro de la Selva.
Además, muchos de los conceptos de TaleSpin son basados de la serie de 1982 Tales of the Gold Monkey, incluyendo el concepto principal de un arrogante piloto de carga y su difícil relación con su novia (aunque en esa serie ella no era más que su jefe), su atolondrado compañero mecánico, la era y diseños de los aviones y trajes, el ambiente de las islas del pacífico, la relación entre personajes secundarios, incluso el aspecto visual de la laguna. También, los protagonistas de ambas series vuelan en aviones con nombres de aves acuáticas (Cutter's Goose y Sea Duck). En la serie "Tales of the Gold Monkey" hay un bar llamado 'The Gold Monkey' que le pertenece a un hombre llamado Louie. En el mundo "TaleSpin" el bar se llama 'Louie's' que al igual pertenece al orangután del mismo nombre.
Una curiosidad más es que también hay parecidos en la película de Hayao Miyazaki, Porco Rosso acerca de un hombre-cerdo que vuela en un hidroavión y lucha contra los piratas del aire, que los creadores de Talespin explican por la influencia de las películas anteriores de Miyazaki que había en ellos, y la posibilidad de que Miyazaki vio Talespin en algún momento. mientras que en la película se estrenó en 1992 (dos años después de que TaleSpin fue transmitido) Porco Rosso está basado en las historietas manga de Miyazaki, Hikōtei Jidai el cual fue publicado por primera vez en 1989.
La serie fue en mayor parte desarrollado por los escritores Jymn Magon y Mark Zaslove, quienes eran también los supervisores de producción en esa serie, así como los editores de la historia. Hubo cuatro equipos de producción, cada una dirigida por un productor y director: Robert Taylor, Larry Latham, Jamie Mitchell y Ed Ghertner.

## Sinopsis
La historia de Los Aventureros del Aire se centran una ciudad ficticia del Cabo Suzette (un juego de palabra sobre el plato de crepas, Crepe Suzette un puerto de la ciudad protegido por grandes acantilados a través de las cuales sólo una pequeña abertura que hay. La apertura de los acantilados están resguardados por artillería antiaérea, evitando la entrada de vuelos agitadores o piratas aéreos a la ciudad. Los personajes en el mundo de Los Aventureros del Aire son animales antropomorfos. El marco del tiempo nunca fue especificado, pero aparenta ser a finales de la década de 1930; los helicóptero, la televisión y los motores de reacción eran dispositivos experimentales y la mayoría de la arquitectura era de una reminiscencia del estilo de art deco en aquella época.
La serie se centra en las aventuras del oso Baloo, cuyo negocio era de carga aérea de mercancías; "Servicio Aéreo de Baloo" (Baloo's Air Service) fue comprado por Rebecca Cunningham en su defecto en las morosas facturas con el banco y lo renombra "Vuelos de Altura" (Higher for Hire). Un chico huérfano y expirata aéreo, Kit Nubarrón, conoce a Baloo y se convirtió en su amigo y navegante. A veces Kit le llamaba "Papá Oso". Juntos, son la tripulación del único avión (El Ganso) para "Vuelos de Altura".
Sus aventuras incluyen encuentros con una banda de Piratas Aéreos liderados por Don Karnage, también los representantes de Frigilia (Thembria); una parodia de la estalinista Unión Soviética habitada por jabalíes antropomorfos y otros obstáculos. En deferencia a la sensibilidad contemporánea, no existe ningún equivalente de nazismo en la serie, aunque en una historia en la revista Disney Adventures Magazine tuvo el encuentro de los héroes "los Hausers" una nacionalidad amenazante militarista de perros que llevan uniformes que se basan claramente en los alemanes.
La relación entre Baloo y Rebecca se debe algo a un género de comedia screwball de la década de 1930. Precisamente, según Jymn Magon (cocreador de la serie), los dos personajes estaban de moda después de Sam y Rebecca de la entonces popular serie cómica Cheers.
Don Rosa, el famoso escritor y dibujante de los cómics de Scrooge McDuck, escribió los episodios "El Monstruo Submarino" (It Came from Beneath the Sea Duck), y "El Iceberg" (I Only Have Ice for You).

## Lanzamiento de los DVD
En 29 de agosto de 2006, Walt Disney Studios Home Entertainment publicó los primeros 27 episodios (incluyendo el episodio piloto dividido en 4 partes) de TaleSpin Volumen 1 en DVD Región 1. El Volumen 2 de la serie fue publicado en 13 de noviembre de 2007, contiene los siguientes 27 episodios que también incluye el episodio controversial (que fue sacado del aire) "Last Horizons". El 25 de junio de 2013, el tercer y último volumen fue lanzado en DVD a través de la Disney Movie Club Exclusives. Aventureros del aire: Volume 3 también está a la venta en DisneyStore.com. Volumen 3 incluye el polémico episodio "Flying Dupes", que también fue sacado del aire.
| Nombre del DVD     | Ep# | Fecha de Lanzamiento    | Idioma(s)        | Subtítulo(s)     | Información Adicional                                      |
| ------------------ | --- | ----------------------- | ---------------- | ---------------- | ---------------------------------------------------------- |
| TaleSpin: Volume 1 | 27  | 29 de agosto de 2006    | Inglés y francés | Inglés y francés | Incluye el episodio piloto de 4-partes                     |
| TaleSpin: Volume 2 | 27  | 13 de noviembre de 2007 | Inglés           | Inglés y francés |                                                            |
| TaleSpin: Volume 3 | 11  | 25 de junio de 2013     | Inglés           | Inglés y francés | Lanzado en DVD a través de la Disney Movie Club Exclusives |

## Reparto
| Personaje                                  | Actor de voz original       | Actor de doblaje (América Latina) | Actor de doblaje (España) |
| ------------------------------------------ | --------------------------- | --------------------------------- | ------------------------- |
| Baloo                                      | Edmund Gilbert              | Rubén Moya                        | Jordi Vila                |
| Kit Cloudkicker (Kit Nubarrón)             | R.J. Williams Alan Roberts* | Kalimba Marichal                  | Masumi Mutsuda            |
| Rebecca Cunningham                         | Sally Struthers             | Diana Santos                      | Marta Barbará             |
| Molly Cunningham                           | Janna Michaels              | María Fernanda Morales            | ?                         |
| Frank Wildcat (Gato Wily)                  | Pat Fraley                  | Herman López                      |                           |
| Louie                                      | Jim Cummings                | Arturo Mercado                    | Ricky Coello              |
| Don Karnage                                | Jim Cummings                | José Carlos Moreno                | Óscar Barberán            |
| Mad Dog (Perro Rabioso)                    | Charles Adler               | Raúl Aldana                       | ?                         |
| Dumptruck (Camión)                         | Chuck McCann                | Arturo Mercado                    | ?                         |
| Gibber (Susurros)                          | Chuck McCann                | ?                                 | ?                         |
| Sadie                                      | Chuck McCann                | ?                                 | ?                         |
| Ratchet (Raqueta)                          | Rob Paulsen                 | Francisco Colmenero               | ?                         |
| Hal                                        | Frank Welker                | ?                                 | ?                         |
| Shere Khan                                 | Tony Jay                    | Carlos Petrel                     | Manolo García             |
| Trader Moe                                 | Jim Cummings                | ?                                 | ?                         |
| Ape Goon                                   | Jim Cummings                | ?                                 | ?                         |
| Rhino Goon                                 | Chuck McCann                | ?                                 | ?                         |
| MacNee                                     | Jim Cummings                | ?                                 | ?                         |
| Thaddeus E. Klang                          | Tim Curry                   | ?                                 | ?                         |
| Col. Ivanod Spigot (Coronel Spigot)        | Michael Gough II            | Esteban Siller                    | ?                         |
| Sargento Dunder                            | Lorenzo Music               | Francisco Colmenero               | ?                         |
| The High Marshall                          | Jack Angel                  | ?                                 | ?                         |
| Dan Dawson (El arriesgado Dan)             | Cam Clarke                  | ?                                 | ?                         |
| Prof. Martin Torque                        | Patrick Gorman              | Ricardo Hill                      | ?                         |
| Ace London (As Londres)                    | Phil Hartman                | Raúl Aldana                       | ?                         |
| Princess Lotta Lamour (Princesa Lolalinda) | Kath Soucie                 | Araceli de León                   | ?                         |
| Myra Foxworthy                             | Liz Georges                 | Araceli de León                   | ?                         |
| Sr. Comadrejón                             | Jack Angel                  | Herman López                      | ?                         |
| Raqueta                                    | Rob Paulsen                 | Francisco Colmenero               | ?                         |
| Wan Lo                                     | Robert Ito                  | Luis Puente                       | Pere Molina               |
| Hija de Wan Lo                             | Debi Derryberry             | Karla Falcón                      | Michelle Jenner           |

- = Alan Roberts fue la primera voz original de Kit Cloudkicker y eso fue en los primeros episodios transmitidos en Disney Channel. Sin embargo, debido a los problemas que tuvo con la directora de diálogo Ginny McSwain, Roberts fue reemplazado por R.J. Williams.[7]